# Michał Kwiatkowski (polityk)
Michał Kwiatkowski (ur. 16 września 1883 w Gnieźnie, zm. 21 maja 1966 w Vichy) – polski dziennikarz i polityk.

## Życiorys

### Działalność społeczno-polityczna
Uczęszczał do gimnazjum klasycznego w Gnieźnie, z którego za przynależność do tajnej samokształceniowej polskiej organizacji uczniowskiej Towarzystwo Tomasza Zana został w 1903 wydalony wyrokiem pruskiego sądu.  
Ukończył studia ekonomiczne na uniwersytecie w Münster. Pracował w Banku Komisowym w Gdańsku oraz jako redaktor „Gazety Gdańskiej”. Na Pomorzu i Kaszubach współpracował z grupami agitacyjnymi „Gazety Gdańskiej” na rzecz polskich kandydatów w wyborach do Reichstagu. Był współpredaktorem ukazującego się w Bochum „Wiarusa Polskiego”, z którym związał się w 1904. Wśród robotników, którzy wyjechali z ziem polskich do Westfalii, prowadził działalność agitacyjną i narodową. W 1909 wyjechał do Herne, gdzie założył dziennik „Narodowiec”. Przewodniczył Głównemu Komitetowi na zachodnim brzegu Łaby.  
Od 1907 był wiceprezesem Związku Dziennikarzy Polskich. W 1918 wybrano go delegatem Westfalii i Nadrenii na Polski Sejm Dzielnicowy w Poznaniu.  
W 1919 zamieszkał na Górnym Śląsku. W Gliwicach założył wydawnictwo. Wydawano tu „Sztandar Polski”, dotowane przez Polski Komitet Plebiscytowy niemieckojęzyczne tytuły „Oberschlesische Post” oraz „Katolische Volkszeitung” o propolskim nastawieniu, a także polskie materiały propagandowe. W 1921 został członkiem Komitetu Plebiscytowego na powiat gliwicki. Był prezesem Okręgowego Towarzystwa Gimnastycznego „Sokół” w Gliwicach, działał w Polskim Czerwonym Krzyżu i Towarzystwie Czytelni Ludowych. Po podziale Górnego Śląska w czerwcu 1922 przeprowadził się do Rybnika, tam też przeniósł redakcję „Sztandaru Polskiego”.  
W Sejmie Rzeczypospolitej Polskiej I kadencji (1922–1927 był członkiem klubu Chrześcijańsko-Narodowego Stronnictwa Pracy. Po przewrocie majowym wycofał się z czynnego udziału w życiu publicznym. W 1927 wyjechał z żoną do Francji, gdzie zamieszkał w Lens. Tam też przeniósł redakcję „Narodowca”. Od 1935 w Rybniku wydawał „Gazetę Żorską”.  
Po agresji Niemiec na Francję w latach 1940–1944 zamieszkał z rodziną w Londynie. Od 1941 zasiadał w Radzie nadzorczej Banku Polskiego. W latach 1942–1945 był wiceprzewodniczącym II Rady Narodowej RP, w której zasiadał z ramienia Stronnictwa Pracy. Był przeciwnikiem sanacji i środowiska związanego z Władysławem Sikorskim. W 1944 reaktywował z żoną prasę polonijną. 
Po wojnie powrócił do Francji. W 1960 został skazany przez sąd angielski na karę grzywny za opublikowanie w 1956 w „Narodowcu” artykułu zniesławiającego gen. Władysława Andersa. Autorem artykułu był Adam Gaś, współpracownik „Narodowca”, a jednocześnie agent wywiadu PRL. 

### Odznaczenia
Odznaczono go Śląskim Krzyżem Powstańczym za działalność narodową i na rzecz Górnego Śląska. 

### Śmierć
Kwiatkowski mieszkał w Lens aż do śmierci w wypadku samochodowym w Vichy. Pochowany został w Lens. 

### Rodzina
Jego pierwszą żoną była Włodzimiera Stęślicka. Po jej śmierci, w 1927, ożenił się z jej siostrą, Haliną. Z pierwszą żoną miał trzy córki: Irenę, Annę i Urszulę. Po śmierci pierwszej żony wychowywał córki z drugą małżonką, która urodziła trzech ich synów: Michała, Adama i Bogdana. 